# Noah (uva)

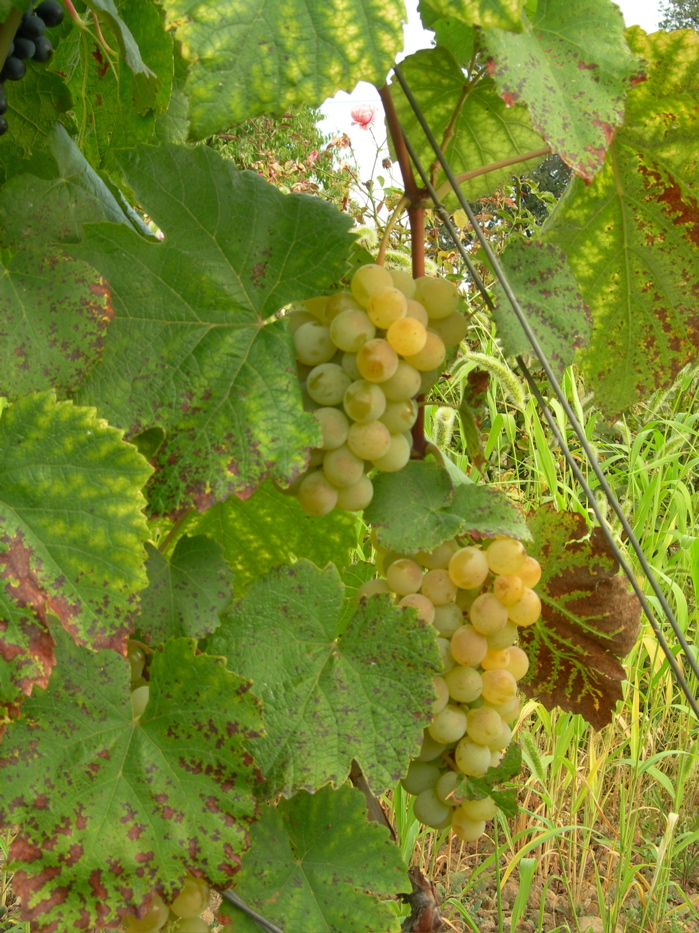
Uva noah.

La uva noah o noa es una vid híbrida americana blanca; deriva de la especie de vid Vitis labrusca (parra brava o fox grape) que se usa como uva de mesa, y también para hacer mosto y vino. Tiene bayas de color verde amarillento claro y tamaño medio, redondas, de pulpa suave muy viscosa. Los racinos son cilindro-cónicos, de tamaño medio, bien formados, con gruesos brotes parecidos a los de la elvira. 

## Uso
Las uvas se usan para hacer vino, en particular Uhudler y en menor medida Fragolino. Noah es Vitis x labruscana lo que da un cierto carácter "asilvestrado" o "animal" (foxé) al vino y debido a esto se cree que pueden hacérsele objeciones, de manera que no se la ve como una uva capaz de hacer vinos de buena calidad aunque tiene sus admiradores. A veces se ha utilizado para producir vino espumoso. Destilado, da un aguardiente perfumado recordando a la frambuesa y la rosa.
Como uva de mesa, noah es una uva de gusto muy controvertido que no deja indiferente. Los que lo encuentran agradable le asignan aromas de fresa muy madura y de lichi, los que los encuentran desagradable le asignan un gusto punaise, comparable a aquel que tienen las zarzas o las frambuesas rojas visitadas por estos insectos. Es generalmente muy azucarada pero también muy ácida. 
Es una variedad cuya piel se separa fácilmente del fruto. Una simple presión basta a hacer brotar la pulpa gelatinosa en la boca a partir del orificio peduncular.

## Procedencia
Aunque popularmente clasificada como Vitis labrusca, noah es el resultado de un cruce al 50% de taylor (Vitis riparia) y una Vitis labrusca desconocida , realizado por Otto Wasserzicher en 1896 aunque otros estudios señalan que la labrusca es hartford . 

## Características
Ampelográficamente, esta variedad se caracteriza por lo siguiente:
- Extremidad del racimo joven algodonoso blanco con la punta rosada.
- Hojas jóvenes vellosas, amarillentas.
- Hojas adultas, con tres lóbulos con senos superiores poco profundos, un seno pecionar en V abierto, pequeños dientes angulares y un limbo algodonoso.

Las vides son moderadamente vigorosas y medianamente resistentes al frío. Echa brotes tardíamente siendo los brotes secundarios afrutados  y madura aproximadamente al mismo tiempo que la concord o dos semanas y medias después de la uva chasselas. Es una vid vigorosa y fértil, incluso cuando siendo de tamaño corto. Noah es muy resistente a las enfermedades y muestra fortaleza frente al mildiu, el oidio, la podredumbre negra (Black-rot) y, de manera insuficiente, a la filoxera; sufre con la clorosis. Se usa como rizoma. 

### Estatus comercial
La noah no es una variedad de uva importante comercialmente, con plantaciones pequeñas en los Estados Unidos, Francia, Rumanía, Croacia e Italia. Las uvas no se conservan bien y por lo tanto no se transportan bien, así que solo se las encuentra a una pequeña distancia de su origen. 
En Francia, es una variedad prohibida desde 1935 como son las otras cinco uvas del mismo grupo: la clinton, la herbemont, la isabelle, la jacquez y la othello. 
La mayoría de estas vides híbridas se prohibieron oficialmente por razones sanitarias. En efecto, el tipo de metanol del vino resultante de algunos de estas vides sería bastante elevado. Con todo, no hay este problema con la mayoría de los híbridos como, por ejemplo, noah y jacquez. Por otra parte, sólo la fermentación del mosto puede producir el metanol, pudiéndose comer la uva o beber el mosto sin riesgo, teniendo en cuenta sobre todo que el tipo de resveratrol (sustancia anticancerígena) está más presente en algunas de estas vides (jacquez) que en la Vitis vinifera no híbrida. La prohibición sería más bien el resultado de razones político-económicas. 
En la actualidad, la vid prácticamente ha desaparecido. Se encuentra a veces en emparrados particulares. Como genitor, fue muy útil para los hibridadores del siglo XIX como François Baco, Bertille Seyve, Pierre Castel, Fernand Gaillard y Albert Seibel. La variedad más conocida fue la baco blanc.

### Sinónimos
Noah tiene una serie de sinónimos, entre los que están: belo otelo, charvat y tatar rizling.